# Педро Нель Оспіна
Педро Нель Ігнасіо Томас де Вільянуева Оспіна Васкес (ісп. Pedro Nel Ignacio Tomás de Villanueva Ospina Vásquez; 18 вересня 1858 — 1 липня 1927) — колумбійський освітянин, військовик, державний і політичний діяч, одинадцятий президент Колумбії.

## Біографія
Народився 1858 року в Боготі в родині президента Маріано Оспіни Родрігеса. Вивчав гірничу справу в Університеті Каліфорнії в Берклі, після чого разом з братом Туліо заснували гірничу школу в Медельїні.
1892 та 1894 року обирався до Конгресу від провінції Антіокія. Під час другої каденції запропонував закон про реформування Національного банку.
Під час Тисячоденної війни Оспіна був генералом урядової армії. 1901 року президент Хосе Мануель Маррокін призначив його на пост міністра оборони.
1910 року Оспіну було призначено на посаду посла Колумбії в Сполучених Штатах Америки. Після повернення на батьківщину його спочатку було обрано до лав Конгресу, а потім він отримав пост губернатора Антіокії (1918). 1920 року за президентства Марко Фіделя Суареса Оспіну було обрано на пост віцепрезидента.
1922 року Він здобув перемогу на виборах, ставши новим президентом країни. За свого врядування він заснував управління освіти, охорони здоров'я та казначейства. Також він заснував Банк Республіки й доклав значних зусиль до розвитку критичної інфраструктури, зокрема до будівництва національних автошляхів, залізничної мережі, дамб і мостів, а також нафтопроводів, що з'єднали нафтові родовища з основними портами.
Вийшов у відставку в серпні 1926 року. Помер у Медельїні менше, ніж за рік після звільнення з посади президента.